# Karlien Sleper
Karlien Sleper (Vaassen, 11 januari 1993) is een Nederlands bobsleester en voormalig atlete.
Sleper deed aan atletiek en bereikte in discus- en speerwerpen de Nederlandse top. Op het speerwerpen won ze op de Nederlandse kampioenschappen atletiek 2014 een zilveren medaille. In 2013 begon ze met bobsleeën, voornamelijk als remster in de twee- en viervrouwsbob. In het seizoen 2015/16 kwam ze namens Oostenrijk uit als remster achter Katrin Beierl en werd op het wereldkampioenschap 14e. Vanwege een voetblessure kwam ze bijna twee seizoenen niet in actie. Sleper studeerde af in psychomotorische therapie. In 2018 maakte ze namens Nederland haar rentree en richtte zich sindsdien helemaal op de monobob wat een nieuw onderdeel was. In 2021 behaalde ze meerdere podiumplaatsen in de Monobob World Series en op het Europees kampioenschap werd ze zesde. Ondank dat ze niet geheel voldaan had aan de eisen van NOC*NSF om mee te mogen doen, werd Sleper door de bond toch aangewezen voor de Olympische Winterspelen 2022. Daar eindigde Sleper op de 16e plaats.